# 农历三月
农历三月也稱桐月，为农历第三个月份（如果之前没有闰月），蚕月、桃月、桐月。季春，建辰之月（龙月），律中姑洗，以穀雨为中气。
在日本稱呼農曆三月為「彌生」，有「草木茂生」的意思。

## 主要节日
- 三月初三，上巳節，北極玄天上帝聖壽、五年千歲吳千歲誕辰
- 三月初四，五年千歲張千歲誕辰
- 三月初八，五年千歲趙千歲誕辰
- 三月十五，保生大帝誕辰、玄壇元帥誕辰，苗族姐妹节
- 三月十六，準提菩薩誕辰
- 三月十九，太陽星君誕辰
- 三月廿日，註生娘娘誕辰
- 三月廿三，天上聖母誕辰（妈祖生）
- 三月廿三， 東嶽大帝誕辰、倉頡先師誕辰

## 延伸阅读
[在维基数据编辑]
 《欽定古今圖書集成·曆象彙編·歲功典·季春部》，出自陈梦雷《古今圖書集成》